# Diane Johnson
Diane Johnson (Moline, 28 de abril de 1934) es una escritora y guionista estadounidense.

## Biografía
Nacida como Diane Lain, vio la luz el 28 de abril de 1934 en Moline (Illinois), hija de Dolph Lain y Frances Elder.  Se educó en Stephens College en Columbia (Misuri), y se licenció en 1957 por la Universidad de Utah. Más tarde obtuvo una maestría (1966) y el doctorado (1968) por la Universidad de California. 
Profesora de inglés en la Universidad de California en Davis de 1968 a 1987,  publicó sus dos primeras novelas durante sus años universitarios. 
A finales de los años setenta fue elegida por el director de cine Stanley Kubrick, interesado en su novela The Shadow Knows,, como colaboradora en la elaboración del guion de su película El resplandor. 
Autora de 11 novelas, una colección de cuentos, un libro de memorias y 5 obras de ensayo, ha sido tres veces finalista del Premio Nacional del Libro  y dos veces finalista del Premio Pulitzer.

## Vida privada
En 1953 se casó con B. Lamar Johnson, Jr y de su matrimonio nacieron Kevin, Darcy, Amanda, Simon. Tras divorciarse, en 1968 se casó con el profesor de medicina John Frederic Murray. 

## Obras

### Novelas
- Fair Game (1965)
- Loving Hands at Home (1968)
- Burning (Dutton, 1971)
- The Shadow Knows (Dutton, 1974)
- Lying low (Knopf, 1978)
- Persian Nights (Knopf, 1987)
- Health and Happiness (Knopf, 1990)
- Le Divorce (Dutton, 1997)
- Le Mariage (Dutton, 2000)
- L'Affaire (Dutton, 2003)
- Lulu in Marrakech (Dutton, 2008)
- Lorna Mott Comes Home (Knopf, 2021) [11]

### Ensayos
- The True History of Mrs. Meredith and Other Lesser Lives (Knopf, 1972)
- Dashiell Hammett: A Life (1983)
- Natural Opium: Some Travelers' Tales (Knopf, 1993)
- Terrorists and Novelists: Essays (Knopf, 1982).
- Into a Paris Quartier: Reine Margot's Chapel and Other Haunts of St.-Germain (National Geographic Directions, 2005)
- Flyover Lives: A Memoir (Viking, 2014)

### Cuentos
- Natural Opium

### Memorias
- Flyover Lives: A Memoir (2014)

## Filmografía
- El resplandor, dirigida por Stanley Kubrick (1980) (coguionista)
- Le Divorce, dirigida por James Ivory (2003) (guionista)

## Premios y reconocimientos
- Premio Pulitzer de no ficción : finalista en 1983 con Terroristas y novelistas
- Premio Pulitzer de ficción : finalista en 1988 con Las noches persas
- Premio Nacional del Libro de Ficción : finalista en 1979 con Lying Low – finalista en 1997 con Le Divorce
- Premio Nacional del Libro de No ficción : finalista en 1973 con Lesser Lives